# بهوپندرا کومار داتا
بهوپندرا کومار دوتتا (بنگالی: ভূপেন্দ্র কুমার দত্ত; ‏۸ اکتبر ۱۸۹۲ – ۲۹ دسامبر ۱۹۷۹) یک مبارز آزادی هند و انقلابی بود که برای آزادسازی هندوستان از استعمار بریتانیا می‌جنگید. او همچنین یکی از مؤسسان رهبری جوگانتار بود و رکورددار اعتصاب غذای ۷۸ و روزه است که در دسامبر ۱۹۱۷ در زندان ثبت نمود.